# Konflikttesen

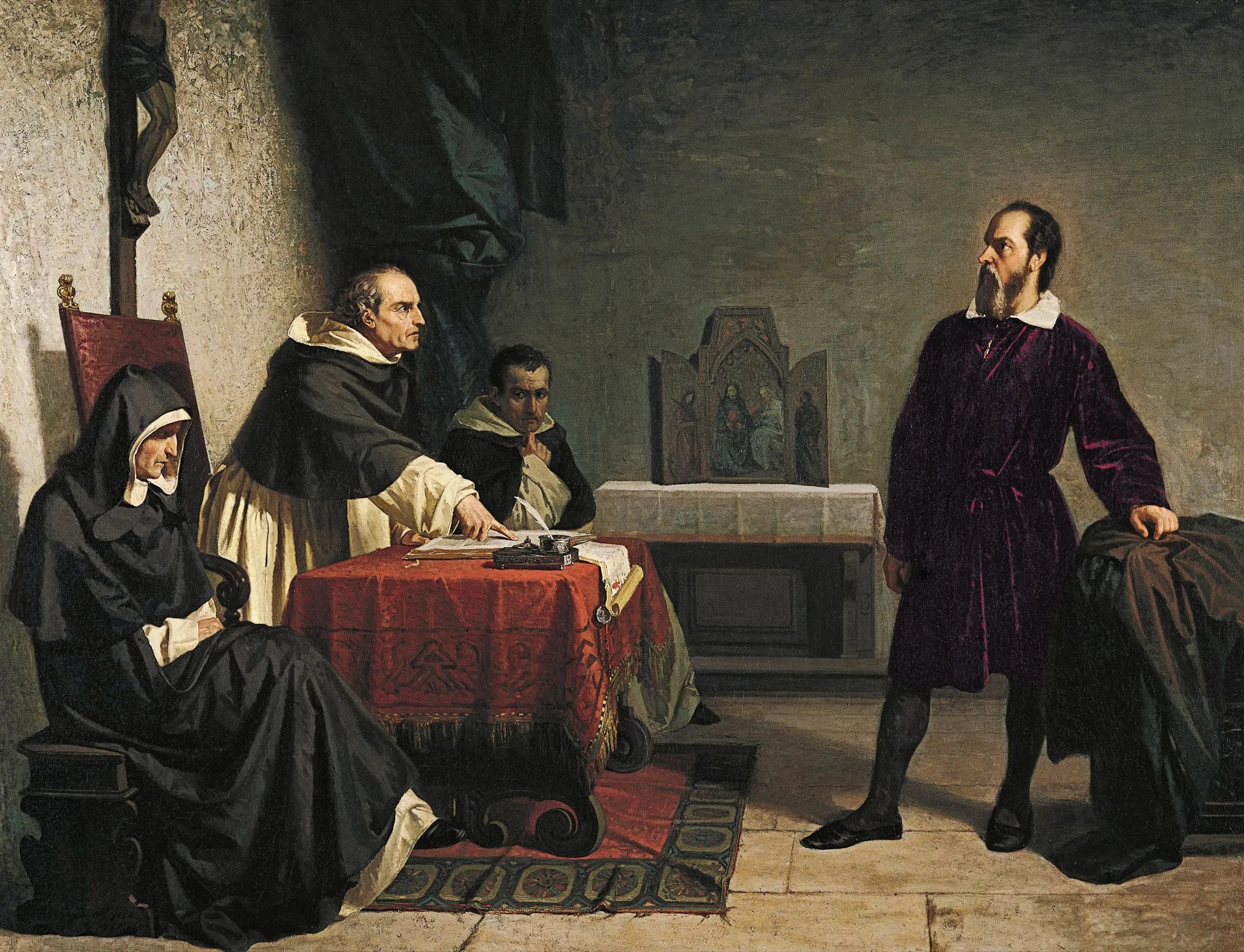
Cristiano Bantis målning (1857) med Galilei inför den romerska inkvisitionen 1633, som här leds av en dominikanmunk.

Konflikttesen (engelska: conflict thesis) är en teoretisk utgångspunkt om att det måste föreligga en inneboende intellektuell motsättning mellan religion och vetenskap.
Det ursprungliga historiska bruket av termen betecknade att den historiska vittnesbörden visar på religioners ständiga opposition mot vetenskap. Senare bruk av begreppet står för religioners epistemologiska motsättning till vetenskap.
Konflikttesen som en tolkning av förhållandet mellan vetenskap och religion är enligt vissa forskare en populär uppfattning bland vanligt folk och har nyligen uppmärksammats genom Richard Dawkins framgång med sin bok Illusionen om Gud och andra böcker av författare som Sam Harris, Daniel Dennett och Christopher Hitchens, vilka sätts i samband med nyateismen.

## Historik
Den historiska konflikttesen var ett populärt historiografiskt angreppssätt inom vetenskapshistoria under det sena 1800- och tidiga 1900-talet, men den är i sin tidiga form i stort sett avfärdad. Konflikttesen har tolkat förhållandet mellan vetenskap och religion som att oundgängligen leda till allmän fientlighet, när trosuppfattningar aggressivt utmanar nya vetenskapliga idéer. Historieforskning visar dock att religion har en mycket närmare och mer komplex relation till vetenskap än vad konflikttesen medger. Senare analyser av klassiska exempel på denna konflikt, som till exempel Galileos konflikt med den romersk-katolska kyrkan (1614–1615), visar på att det inte var en ren konflikt mellan religion och vetenskap, utan att personliga och politiska skäl var mycket tungt vägande faktorer.